# Halldis Moren Vesaas
Halldis Moren Vesaas (18 novembre 1907 – 8 septembre 1995) est une poétesse, traductrice et romancière norvégienne de livres pour enfants. Elle s'établit comme l’une des principales écrivaines norvégiennes de sa génération,. 

## Biographie
Elle est née dans une ferme familiale près de Trysil, dans le comté de Hedmark en Norvège. Son père, Sven Moren (en) est un écrivain, poète et dramaturge (1871-1938) et elle est l'aînée et la seule fille de ses cinq enfants. Le philologue Sigmund Moren (en) (1913-1996) figure parmi ses frères. Elle fréquente le collège d’Elverum de 1925 à 1928, puis occupe divers emplois à Hamar (ville) (en) et à Oslo. En 1930, elle s'installe en Suisse où elle exerce pendant trois ans la fonction de secrétaire. En avril 1934, elle épouse l'auteur norvégien Tarjei Vesaas (1897-1970) et ils s'installent à la ferme Midtbø de Vinje, dans le comté de Telemark, où son mari travaille comme enseignant pendant la guerre,,. 
Elle fait ses débuts en 1929 à 22 ans avec le recueil de poésie, Harpe og dolk. Ses livres de poésie les plus remarquables sont Tung tids tale, Treet, I ein annan skog et Livshus. Elle compose et traduit pour le théâtre, en particulier pour le Det Norske Teatret à Oslo, écrit des articles sur divers sujets et est consultante en publicité. Elle siège également au conseil d'administration du Riksteatret (en) (1949-1969). En 1938, sa première traduction de livre pour enfants est publiée. Son écriture est saluée en Norvège pour ses expressions courageuses et personnelles de la vie d'une femme à travers les différentes étapes de sa vie : jeunesse, mariage, maternité, veuvage et deuxième amour chez les personnes âgées.  
Halldis Moren Vesaas est aussi traductrice de dramaturges européens comme Racine, Corneille, Shakespeare, Goethe, Bertolt Brecht ainsi que Emily Dickinson.  

## Récompenses
- 1960 : Prix Dobloug[7]
- 1984 :  Commandeur de l'ordre de Saint-Olaf[3]
- 1992 : Anders Jahres kulturpris, conjointement avec Benny Motzfeldt (en)[10]
- 1994 : Prix Brage honorifique[7]
- Chevalier de l'ordre national du Mérite

Elle reçoit le Mads Wiel Nygaard's Endowment (en) en 1977. Elle est nommée commandante de l'Ordre de St. Olav en 1984. Elle est également chevalier de l'Ordre national du mérite, le deuxième ordre le plus élevé de France.

## Œuvres choisies

### Poésie[9]
- Harpe og dolk, 1929
- Morgonen, 1930
- Strender, 1933
- Lykkelege Hender, 1936
- Tung Tids tale, 1945
- Treet, 1947
- I ein annan skog, 1955
- Livshus, 1995

### Livres pour enfants
- Du får gjera det du, 1935
- Den grøne hatten, 1938
- Hildegunn, 1942
- Tidleg på våren, 1949

## Autres sources
- (en) Garton, Janet, Norwegian Women's Writing 1850-1990. Women in Context, The Athlone Press, 2002 (ISBN 978-0-485-92001-7)